# Peter II. Erdődy
Peter II. Erdődy, Graf von Eberau (Oberaw), Freiherr zu Kaisersperg (ungarisch de Monyorókerék et Monoszló), (* 1504; † 1567) war kroatisch-ungarischer Adliger, der Sohn von Peter I. „Venetianus“ Erdődy (um 1484–1526), der wiederum der Sohn von Miklós (Nikolaus) Bakócz Erdődy († um 1494) und der Neffe von Tamás Bakócz (1442–1521) war.
Peter II. verfolgte seinen Vater lange Zeit, da dieser nach dem Tod seiner ersten Frau Sára Bánffy von  Alsólendva (* um 1488, Heirat 1506) mit Barbara (Bóra; oder Dóra = Dorothea?) von Puchheim (* um 1488–1546) erneut geheiratet hatte. Es kam zu schweren und langwierigen Konflikten, in die sogar der Papst und der Kaiser versöhnend einzugreifen versuchten. Letztlich gewann Peter II. diesen Konflikt, und sein Vater übersiedelte nach Venedig, nachdem ihm der Doge zugesichert hatte, dass er in die dortige Nobilität aufgenommen werde. Seitdem beinhaltet der ganze Titel der Grafen Erdődy de Monyorókerék et Monoszló unter anderem auch „Nobile der Stadt Venedig“. Nach der Legende versöhnten sich Vater und Sohn letztlich doch noch, und Peter II. gründete zur Sühne seines kindlichen Verhaltens das Kloster Okics in Kroatien.
1547 zeichnete Peter II. sich im Schmalkaldischen Krieg aus. 1557 bis 1567 war er Ban von Kroatien und kämpfte mit großem Erfolg gegen die Türken. Er hatte sich inzwischen der protestantischen Seite angeschlossen; Primož Trubar schrieb 1562 an Hans Ungnad von Sonnegg (1493–1564): „Der herr Peter freyherr von Ebraw und zu Khayersperg, der wan, ist guet evangelisch …“.
1565 wurde Peter II. von Kaiser Maximilian II. in den Reichsgrafenstand und 1566 sogar in den Reichsfürstenstand erhoben. Da er jedoch schon 1567 starb, wurde der Reichsfürstentitel nicht nostrifiziert und gelangte somit in Vergessenheit. 1580 bestätigte Kaiser Rudolf II. den Söhnen Peters II., Thomas II. und Peter III., den Reichsgrafenstand durch eine Wappenverbesserung.

## Familie
Peter II. war verheiratet mit
- Margarethe (Margit) oder Eva Táhy, Tochter von Franz (Ferenc) Táhy Freiherr von Tahvár und Tarkő (Tarkeő) († 1573). Tochter:
  - Anna (um 1551–1577); heiratete 1566 Stephan (István) Dersffy Freiherr von Szerdahely († 1587) und 1572 Stephan (István) Illyésházy (1540–1609),
- Barbara (Borbála, Bóra) Freiin Alapy (Alapić, Alappi) von Nagykemlék, Tochter von Johannes (János) Alapy Freiherr von Nagykemlék und Margarethe (Margit) Zrinski, Gräfin von Siget (Szigeth). Kinder:
  - Thomas (Tamás, Toma) II. (1558–1624), verheiratet mit Anna Maria Ungnad von Weissenwolf, Freiin von Sonneck (1569–1611), Tochter von Christoph Ungnad von Weissenwolf, Freiherr von Sonneck († 1587), 1576–1583 Ban von Kroatien
  - Peter III. (1560–1613), verheiratet mit Susanna Gräfin von Stubenberg
  - Margarethe (Margit), verheiratet mit Jakob Székely von Kevend und Órmosd, danach mit Wolf Weikhart von Herberstein
  - Helene (Ilona), verheiratet mit Georg von Stubenberg († 1630)
  - Johannes (János), († nach 1568)
  - Georg (György), († nach 1568)